# Wet algemene regels herindeling
De Wet algemene regels herindeling is een Nederlandse wet die in 1984 is vastgesteld. De wet regelt hoe de provincie, de minister van Binnenlandse Zaken en gemeenten moeten handelen als er bij van een van hen een initiatief is het grondgebied van een provincie of gemeente te wijzigen. Er is sprake van een herindeling als het inwoneraantal van een van de gemeenten met meer dan 10% wijzigt. Bij minder is er sprake van een grenscorrectie.

## Activiteiten
De activiteiten van een herindelingsproces die zijn beschreven in de wet zijn:
- het treffen van procedurele voorbereidingen voor de herindeling
- financieel toezicht door de provincie (dit geldt al vanaf het moment dat het voornemen gaat spelen)
- het zorgen voor overgangsrecht zodat ongemak voor inwoners en bedrijven van een herindeling wordt voorkomen (geldt m.n. voor het heffen van lokale belastingen)
- het houden van verkiezingen in de nieuwe gemeente
- het inrichten van de nieuwe ambtelijke organisatie
- het regelen van de rechtspositie van ambtenaren.

Na het doorlopen van de herindelingsprocedure kan de regering de Tweede Kamer een wetsvoorstel voorleggen. Gemeenten worden namelijk op grond van de Grondwet bij wet ingesteld en opgeheven.

## Financiën
Kosten
De kosten van het herindelingsproces zijn de:
- kosten van overleg dat voorafgaat aan de herindeling;
- reorganisatiekosten inclusief aanpassing van automatisering, huisvesting en opleidingen;
- kosten van nieuwe verkiezingen;
- eventuele wachtgeldverplichtingen bijvoorbeeld van gemeentesecretaris(sen) en griffier(s).

Ter indicatie: de kosten van een herindelingsproces zijn circa 2,5 miljoen euro
per gemeente die wordt samengevoegd.
Natuurlijk kan een herindeling voor de gemeentelijke organisatie door schaalvoordelen ook jaarlijks terugkerende besparingen opleveren.
Middelen
Een nieuw gevormde gemeente krijgt van het Rijk een bijdrage voor de herindeling als onderdeel van de algemene uitkering van het gemeentefonds. Als vuistregel dekt deze bijdrage slechts 50% van de kosten (bron zie externe link: indicatie kosten). Voor de middelenkant is ook van belang of de algemene uitkering uit het gemeentefonds van de nieuwe gemeente meer, gelijk of minder is dan de uitkeringen aan de samengevoegde gemeenten.